# Leptodactylus marambaiae
Leptodactylus marambaiae é uma espécie de anfíbio  da família Leptodactylidae.
É endémica do Brasil.
Os seus habitats naturais são: matagal húmido tropical ou subtropical, marismas de água doce, marismas intermitentes de água doce e costas arenosas.
Está ameaçada por perda de habitat.